# Pokémon Chronicles
Pokémon Chronicles, deels bekend als Pocket Monsters Side Stories (ポケットモンスター サイドストーリー) in Japan, is een spin-offserie van de Pokémon anime, die draait rond andere karakters dan Ash Ketchum.
De serie werd in Groot-Brittannië voor het eerst uitgezonden op Toonami. De show werd uitgezonden in India op Cartoon Network in 2009. In Latijns-Amerika (behalve Brazilië) lijkt de show te zijn geannuleerd omdat Mew Mew Power werd uitgezonden op de plek van Pokémon Chronicles. De serie maakte zijn Amerikaanse première op Cartoon Network op 3 juni 2006, nadat het eindigde in de meeste andere landen. In Nederland is de serie nog nooit uitgezonden.
Er zijn vier dvd's uitgebracht in het Verenigd Koninkrijk, in de VS is er nog geen DVD uitgebracht. Alle afleveringen zijn uitgebracht als extra's op de eerste zes seizoen box sets van Pokémon in Australië (de nieuwere 6 DVD box sets hebben niet de Pokémon Chronicles afleveringen, terwijl de oudere 14 DVD sets dat wel hebben). Een box met alle 22 afleveringen is ook uitgebracht in Australië.

## Lijst van afleveringen
| Speelduur: 22 minuten per aflevering | Speelduur: 22 minuten per aflevering | Speelduur: 22 minuten per aflevering                                      | Speelduur: 22 minuten per aflevering                                                                    |
| Nr.                                  | Nederlandse titel                    | Amerikaanse titel                                                         | Vertaalde Japanse titel                                                                                 |
| ------------------------------------ | ------------------------------------ | ------------------------------------------------------------------------- | --- |
| 01                                   | Niet uitgezonden in Nederland        | Legend of Thunder (Deel 1)*                                               | Pokémon: Crystal - Raikou, legende van donder*                                                          |
| 02                                   | Niet uitgezonden in Nederland        | Legend of Thunder (Deel 2)*                                               | Pokémon: Crystal - Raikou, legende van donder*                                                          |
| 03                                   | Niet uitgezonden in Nederland        | Legend of Thunder (Deel 3)*                                               | Pokémon: Crystal - Raikou, legende van donder*                                                          |
| 04                                   | Niet uitgezonden in Nederland        | A Family That Battles Together, Stays Together!                           | Brock! Red de Pewter-gym!                                                                               |
| 05                                   | Niet uitgezonden in Nederland        | Cerulean Blue                                                             | Herkansing in de Cerulean-gym!                                                                          |
| 06                                   | Niet uitgezonden in Nederland        | We're No Angels!                                                          | Zwaar gevecht! En daar is Team Rocket!                                                                  |
| 07                                   | Niet uitgezonden in Nederland        | Showdown at the Oak Corral!                                               | Episch gevecht in het lab van Oak!                                                                      |
| 08                                   | Niet uitgezonden in Nederland        | The Blue Badge of Courage                                                 | Misty! Haal de Cascade-badge!                                                                           |
| 09                                   | Niet uitgezonden in Nederland        | S1: Big Meowth, Little Dreams S2: A Little Skitty (2 x 10 minuten)        | S1: De ontmoeting in Millennium Town! S2: Is nichtje Azurill in grote problemen?! (2 x 10 minuten)      |
| 10                                   | Niet uitgezonden in Nederland        | Oak-Napped                                                                | Pokémon-onderzoek! Zoektocht naar Oak!                                                                  |
| 11                                   | Niet uitgezonden in Nederland        | S1: Of Meowth and Pokémon S2: Piece'a Pizza Peace Pizazz (2 x 10 minuten) | S1: De geweldige detective Meowth! S2: Meowth's problemen gevende baantje in deeltijd! (2 x 10 minuten) |
| 12                                   | Niet uitgezonden in Nederland        | A Date with Delcatty                                                      | De serieusheid van Misty's wedstrijd! Levensbedreigend!?                                                |
| 13                                   | Niet uitgezonden in Nederland        | Training Daze!                                                            | Team Rocket! Bron van liefde en jeugd!                                                                  |
| 14                                   | Niet uitgezonden in Nederland        | Celebi & Joy!                                                             | Weer een legende van Celebi!                                                                            |
| 15                                   | Niet uitgezonden in Nederland        | Journey to the Starting Line!                                             | Pallet Town! Het vertrekpunt van een Pokémon-trainer!                                                   |
| 16                                   | Niet uitgezonden in Nederland        | Putting the Air Back into Aerodactyl!                                     | Pokémon-onderzoeker Gary en de herleving van Aerodactyl!                                                |
| 17                                   | Niet uitgezonden in Nederland        | Luvdisc is a Most Splendored Thing                                        | Misty en Luvdisc! Liefdesgevecht!                                                                       |
| 18                                   | Niet uitgezonden in Nederland        | Those Darn Electabuzz!                                                    | Casey en Charizard! Intensieve Vuur-training!                                                           |
| 19                                   | Niet uitgezonden in Nederland        | The Search For a Legend                                                   | Galopperende luchtlegende! Ritchie en Moltres!                                                          |

- *Oorspronkelijk een langspeelspecial van 65 minuten uitgezonden op 30 december 2001, verdeeld naar drie afleveringen van 22 minuten voor deze serie zoals uitgezonden in de VS.